# 마지막 황후 윤비
"마지막 황후 윤비"는 1966년 공개된 대한민국의 영화이다.

## 줄거리
13세때 동궁 계비로 책봉된 윤비는 그 이듬해에 황후가 된 후 친일파들이 어전회의에서 순종황제에게 한일강제조약에 날인할 것을 강요하자 옥새를 치마속에 숨기고 버티다가 숙부에게 빼앗긴다. 한일강제조약이 체결되고 조선왕조의 마지막 황후였던 윤비는 하루 아침에 왕비 전하로 격하되어 낙선재로 옮겨 앉는다. 그로부터 세상을 하직하기까지의 민족 수난사와도 같은 윤비의 파란만장했던 생애를 역사적인 배경 위에 부각시킨 실기물이다.

## 배역
- 김지미 : 순정효황후 역
- 남궁원
- 조미령
- 이예춘
- 최남현
- 한은진
- 김동원
- 황정순
- 이향
- 주증녀
- 전계현
- 김효진
- 주선태
- 조항
- 이우평
- 양훈
- 전양자
- 김칠성
- 이룡
- 김기범
- 조덕성
- 황백
- 지방열
- 이예성
- 지용남
- 한유정
- 임해림
- 박승문
- 윤일주
- 임예심